# Missionärsbarn
Begreppet missionärsbarn syftar på barn till föräldrar, som är ute och missionerar mycket under barnens uppväxtår, ofta utanför hemlandet. För barnen kan det innebära att de ofta får flytta, och många har beskrivit att de stöter på kulturkrockar i sitt eget hemland.